# Rockin’ Like Dokken
Rockin’ Like Dokken – album koncertowy wydany przez zespół A za pośrednictwem Warner Music wyłącznie w Japonii w roku 2001.

## Lista utworów
1. "Starbucks (live)"
2. "Something’s Going On (live)"
3. "6 O' Clock on a Tube Stop (live)"
4. "I Love Lake Tahoe (live)"
5. "Nothing (live)"
6. "Human Condition" (Japan only bonus track)
7. "Just Like Paradise (film)"